# セシリア・イップ

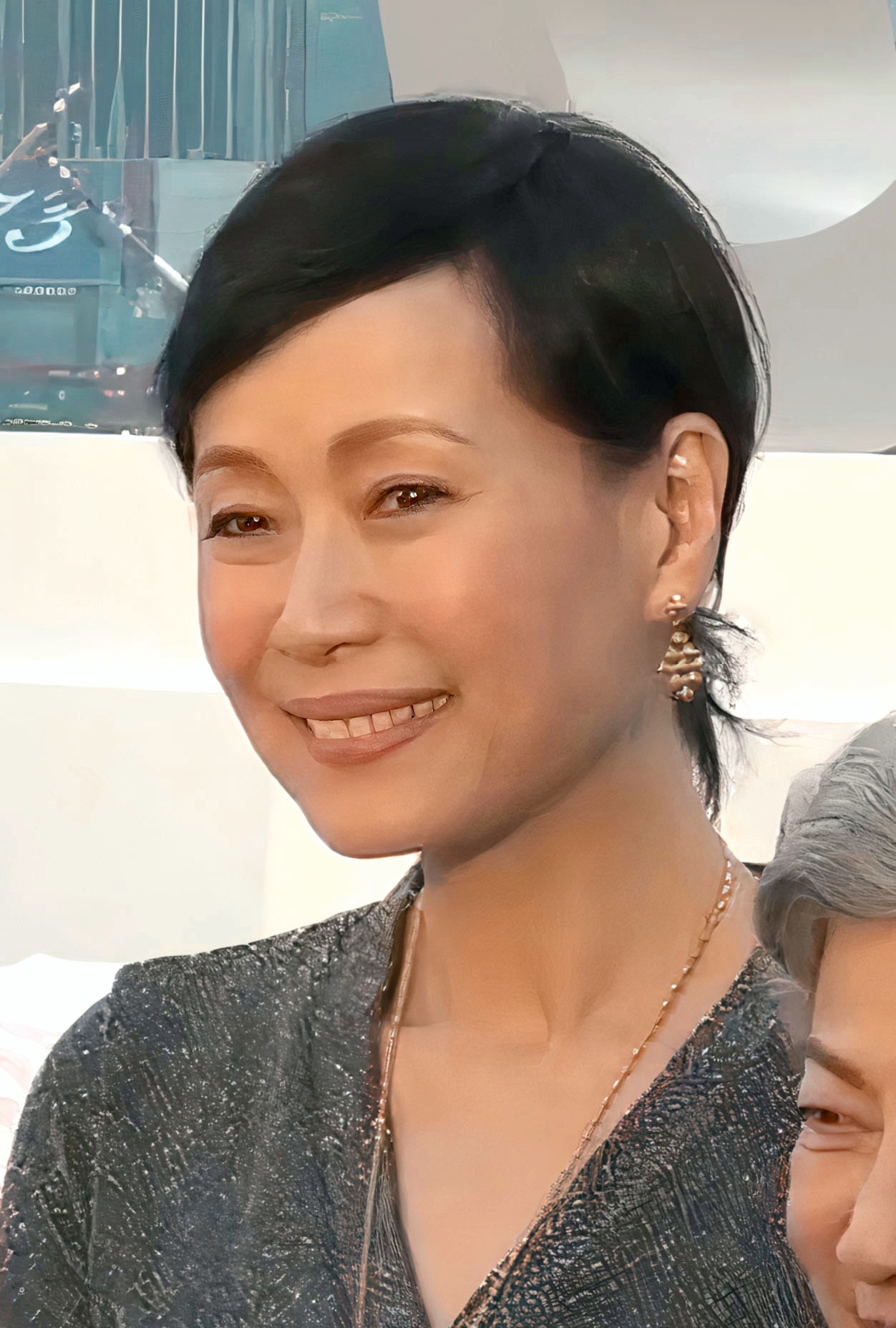
セシリア・イップ

セシリア・イップ（イップ・トン、葉童、Cecilia Yip、1963年3月8日 - ）は、香港生まれの女優。

## 経歴
18歳でCMデビュー後、映画界入りを果たし、パトリック・タム監督の『レスリー・チャン 嵐の青春』で映画デビュー。出演2作目の映画『香港ノワール 狼の流儀』では、香港女優としては珍しい全裸でのラブシーンを演じた。1983年の『表錯七日情』と1991年の『婚姻物語』で、第3回と第11回の香港電影金像奨の最優秀主演女優賞を、1989年の『黄昏のかなたに』では最優秀助演女優賞をそれぞれ受賞。演技派女優としての地位を確立した。
日本では1984年の『風の輝く朝に』でのヒロイン役で知られる。
1993年に出演したテレビドラマ『倚天屠龍記』の大ヒットで、次第に中国・台湾の北京語ドラマにシフトし、香港映画では助演に回ることが多くなっている。2008年には舞台劇にも初挑戦した。

## 出演作

### 映画
- 香港ノワール・狼の流儀（1982年）
- レスリー・チャン 嵐の青春（1982年）
- アラン・タムの怪談・魔界美女物語（1983年）
- 風の輝く朝に（1984年）
- 五福星（1984年）
- 香港トワイライト・ゾーン 摩訶不思議物語（1985年）
- トップ・レディ（1987年）
- 反逆の絆（1989年）
- 黄昏のかなたに（1989年）
- スウォーズマン 剣士列伝（1990年）
- ロアン・リンユィ 阮玲玉（1991年）
- 溶屍鬼（1993年）
- ブッシュマン4 ホンコン大パニック!（1993年）
- 上海キング 野望篇（1993年）
- 上海キング 激動篇（1993年）
- 野獣特捜隊（1994年）
- 大陸英雄伝（1995年）
- MY DAD IS A JERK（1997年）
- 拳神 KENSHIN（2001年）
- ふたつの時、ふたりの時間（2001年）
- 追憶の切符（2008年）
- 白髪妖魔伝（2014年）
- 淪落の人（2018年）
- ジェイド・ダイナスティ 破壊王、降臨。（2019年）
- 香港の流れ者たち（中国語版） (2021年)
- 愛してる!（2023年） ※2023東京・中国映画週間で上映

### テレビドラマ
- 倚天屠龍記（1993年）
- 薔薇之恋〜薔薇のために〜（2003年）
- 求婚事務所（2004年）
- ダルツェンド情歌（2004年）
- 上海 激動の1937（2005年）
- 契、血に染む（2005年）
- 杜拉拉升職記（2010年）
- 鬼谷子-聖なる謀-（2019年、製作は2014年）